# Ponte Hardanger
A ponte Hardanger (em norueguês:  Hardangerbrua) é uma ponte suspensa sobre o fiorde de Eid, ramificação do fiorde de Hardanger, em Hordaland, Noruega. A ponte conecta os municípios de Ullensvang e Ulvik. Substituiu um serviço de barcas entre Bruravik e Brimnes, tendo encurtado o tempo de viagem entre Oslo e Bergen. É a mais longa ponte suspensa da Noruega.

## Construção

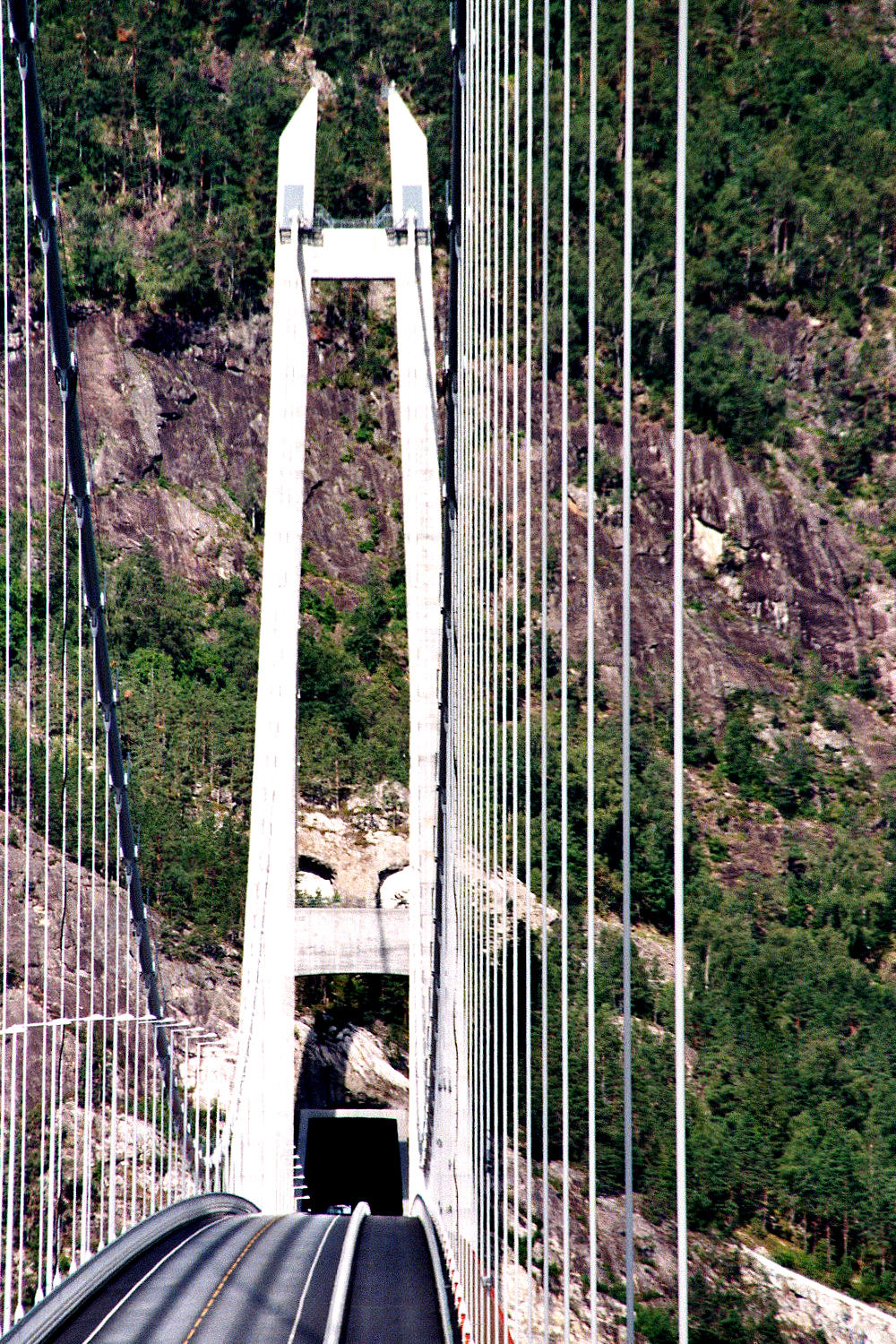
A ponte Hardanger.

A construção da ponte foi aprovada pelo Parlamento Norueguês em 28 de fevereiro de 2006, e a construção começou em 26 de fevereiro de 2009. Enquanto que a ponte foi projetada pela Administração Pública de Estradas da Noruega, a construção foi feita pela MT Højgaard. A administração está considerando uma outra ponte sobre o mesmo fiorde como a principal conexão entre o leste e o oeste.
A ponte tem 1.380 m de comprimento, com um vão central de 1.310 m. A altura máxima do tabuleiro é de 55 m e os mastros tem uma altura de 200 metros acima do nível do mar. Tem duas faixas para tráfego rodoviário, com um limite de velocidade de 80 km/h, além de uma faixa separada para pedestres e ciclistas.
O tráfego previsto para a ponte é estimado em 2.000 veículos por dia. Foi aberta em 17 de agosto de 2013.

## Galeria

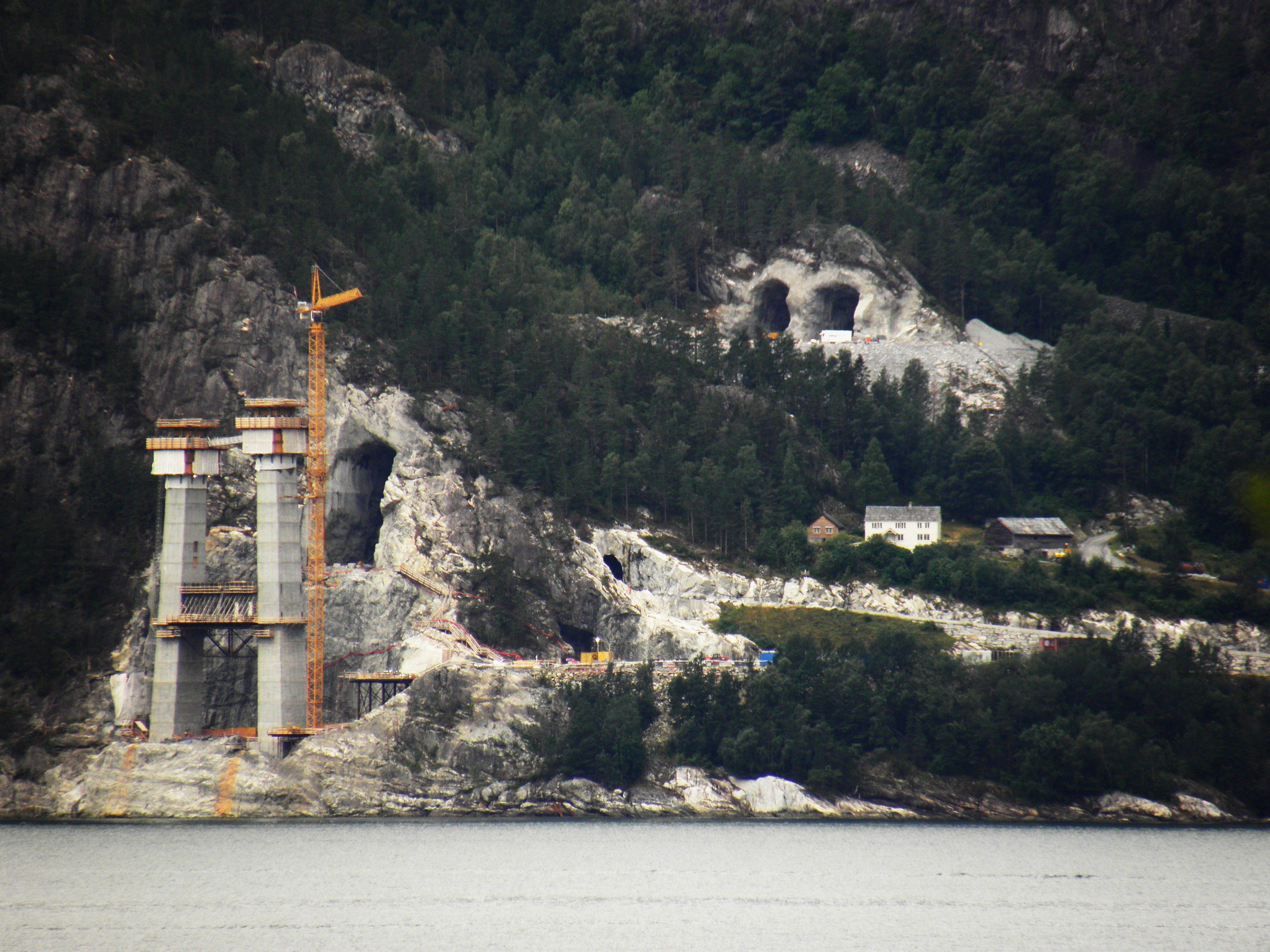
A ponte em construção, julho de 2010
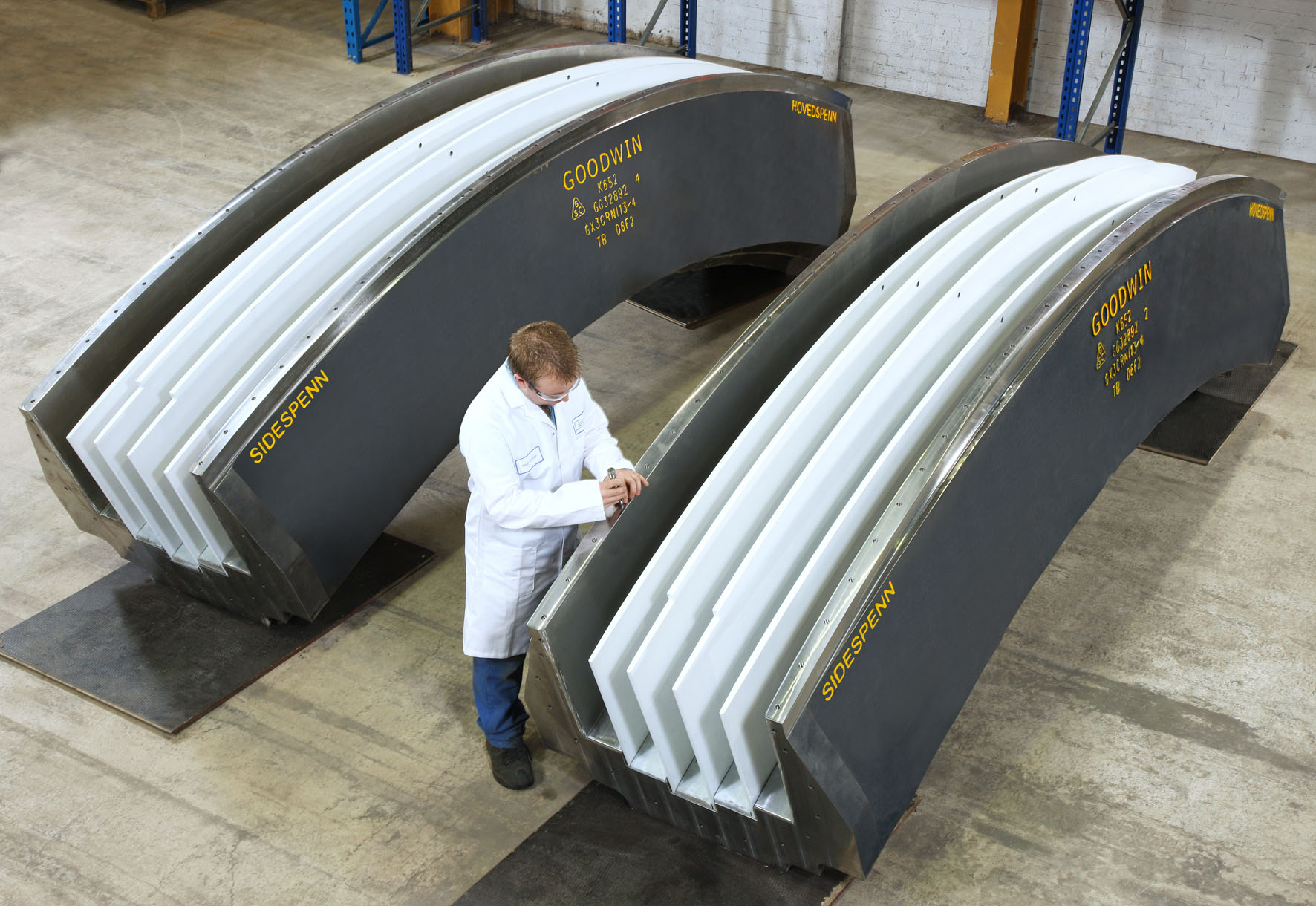
Suporte dos cabos da ponte
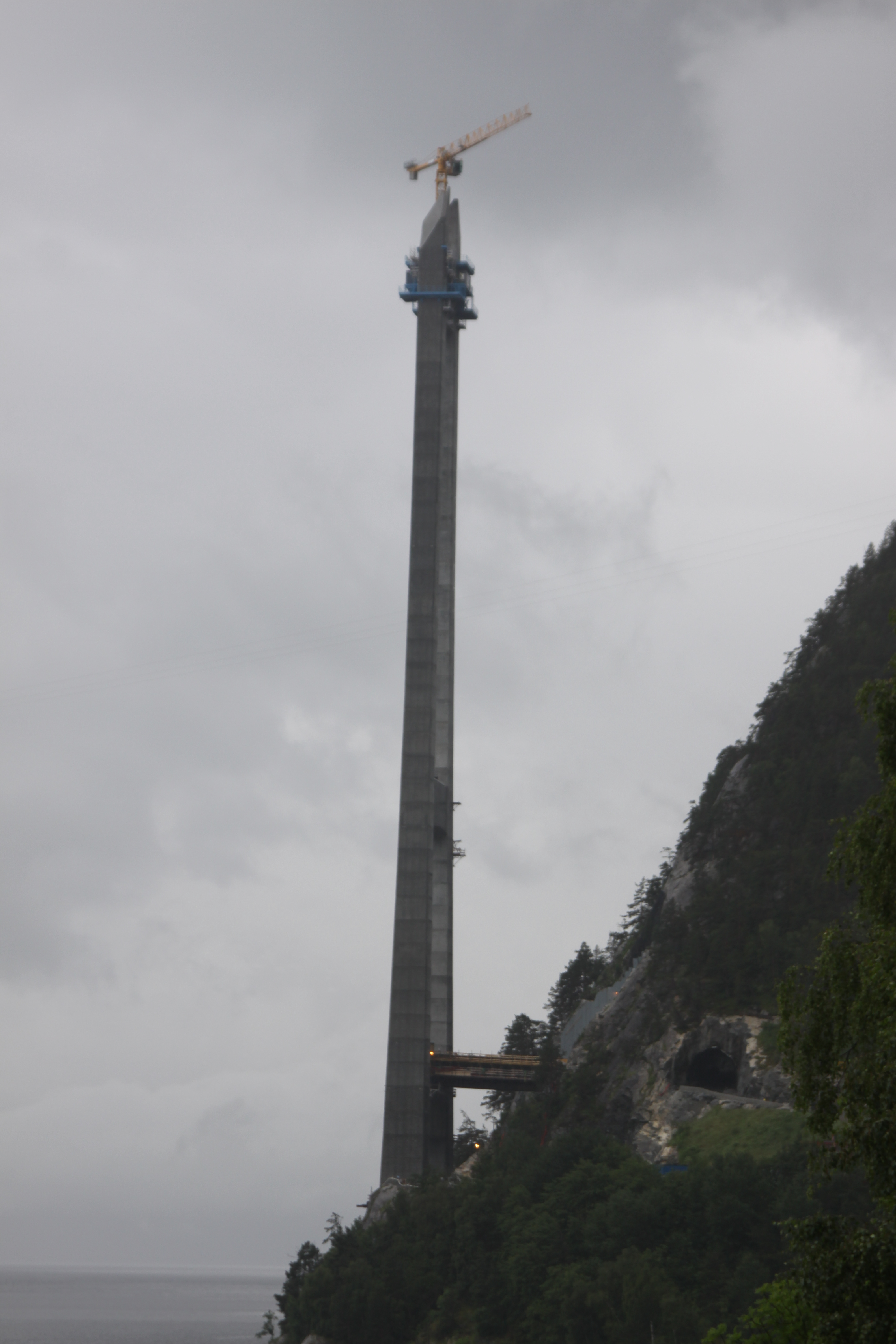
Um dos mastros em construção
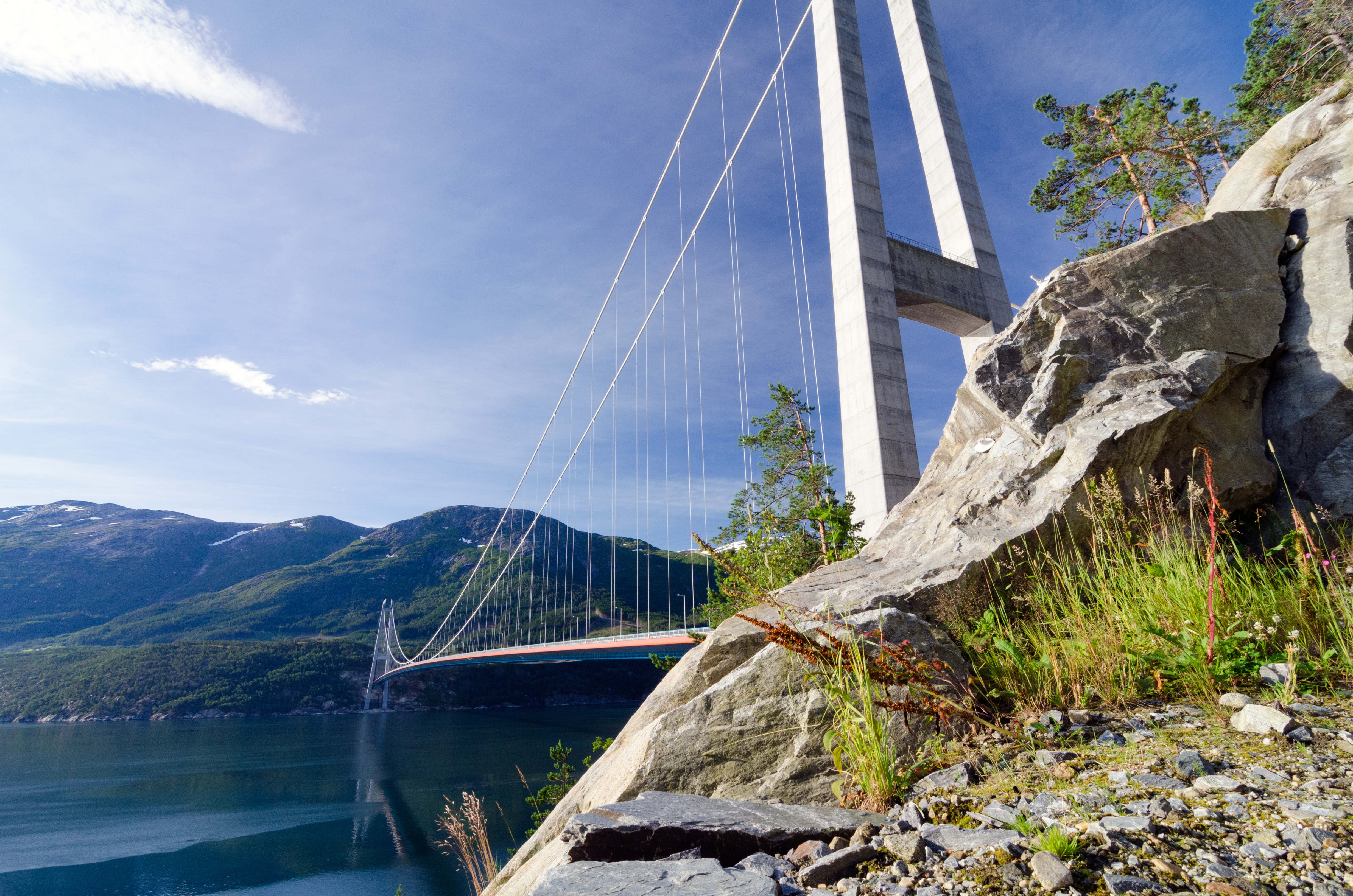
Vista do fiorde
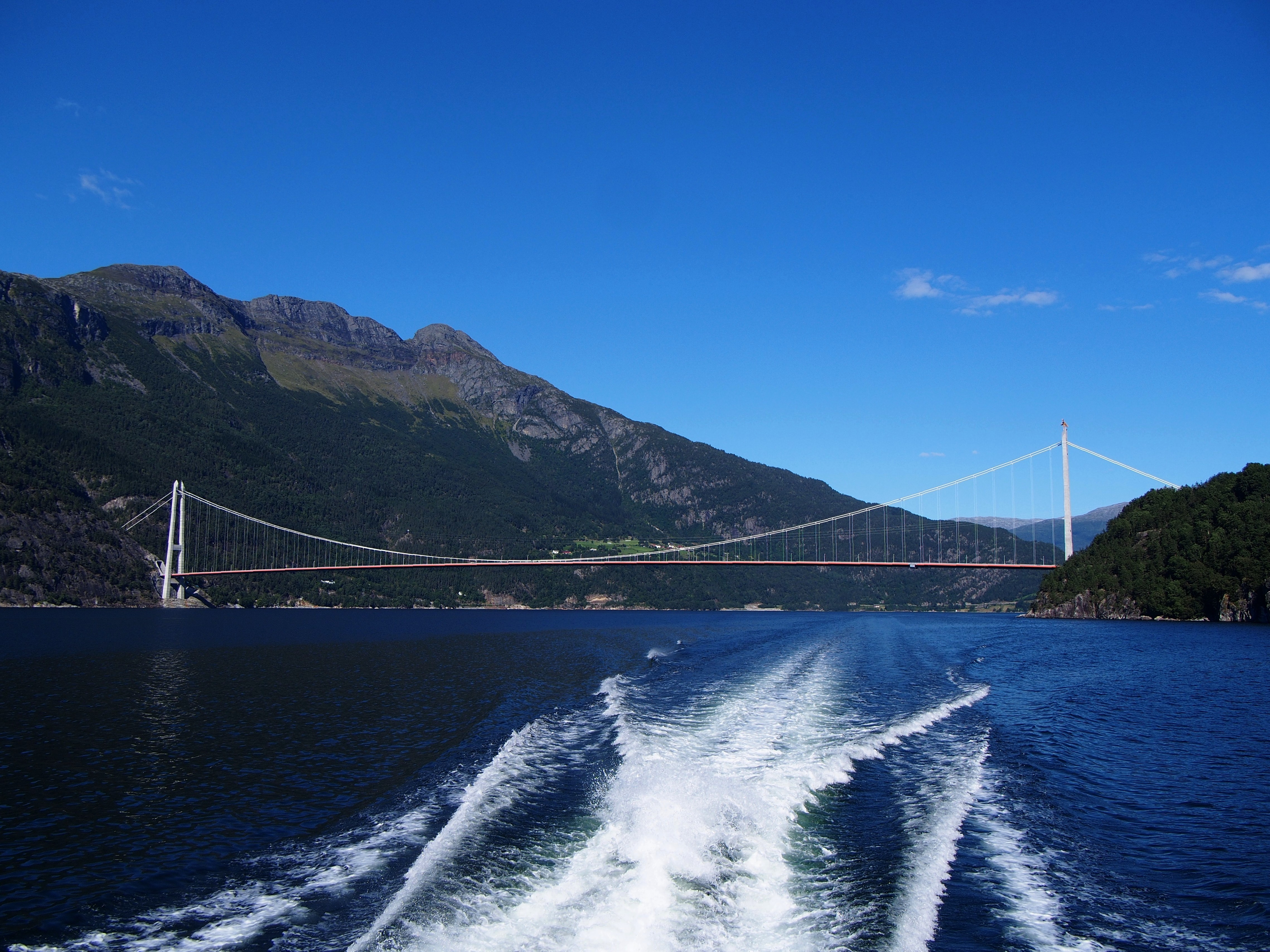
Vista pelo mar
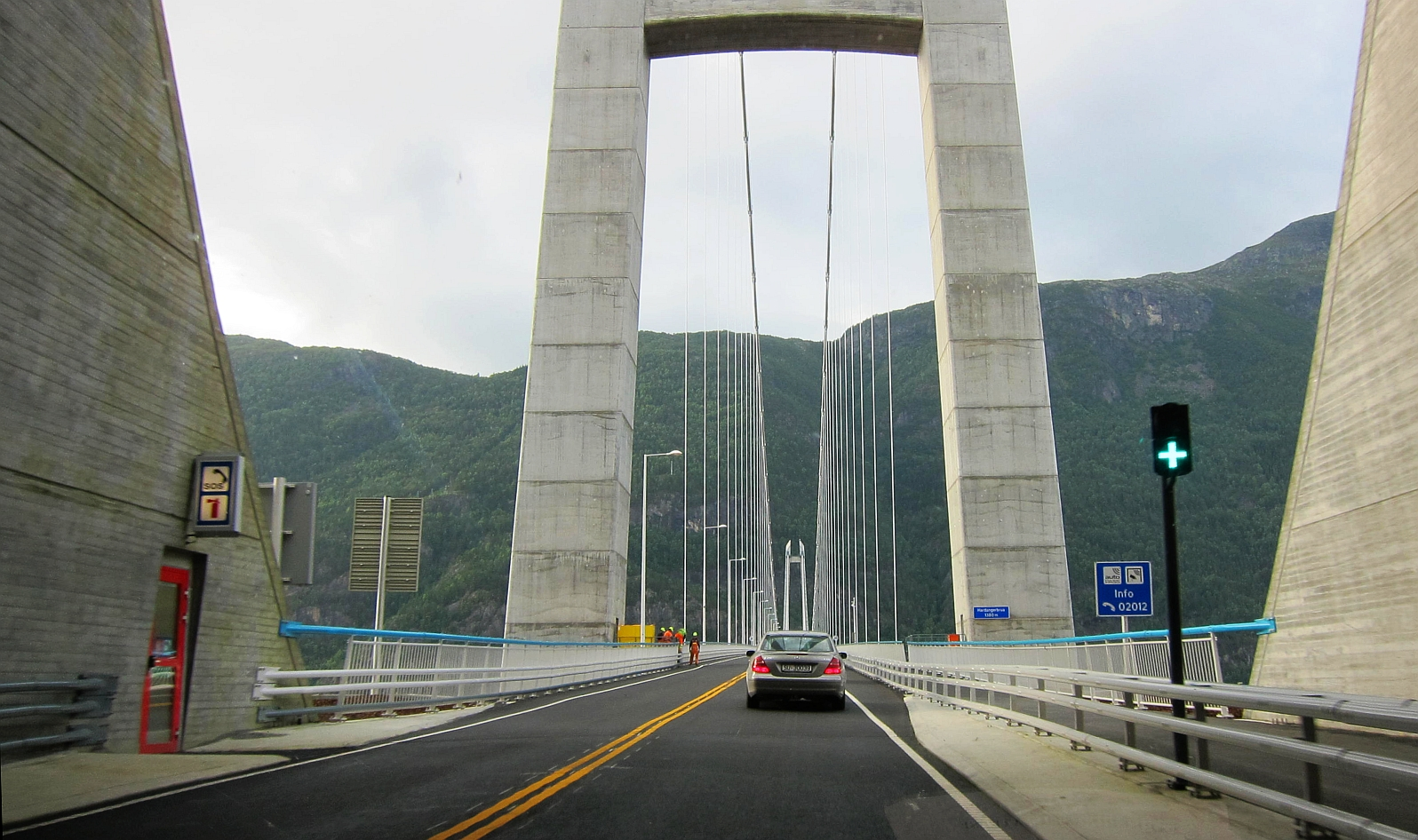
Vista enquanto está sendo cruzada
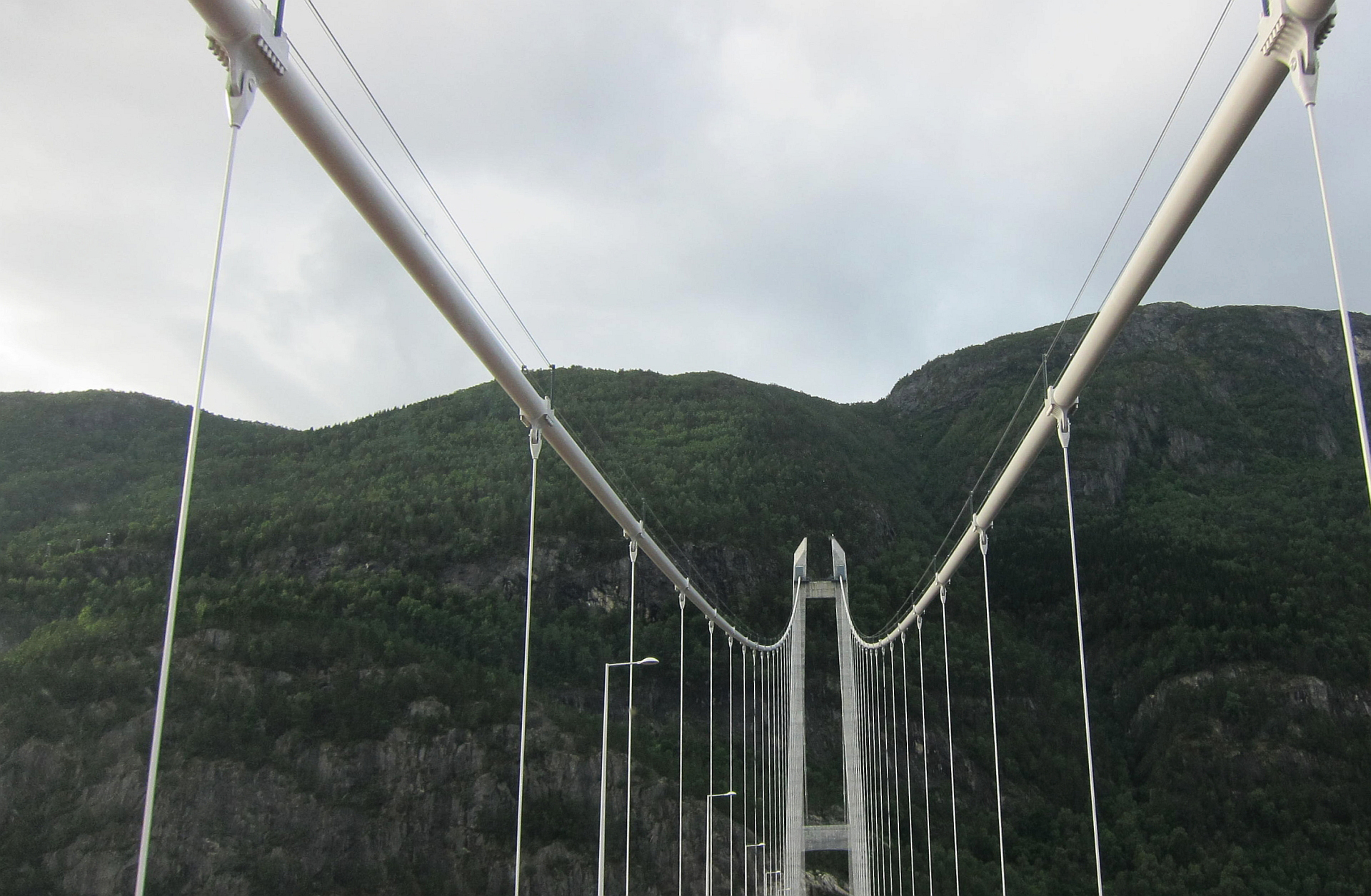
Cabos da ponte
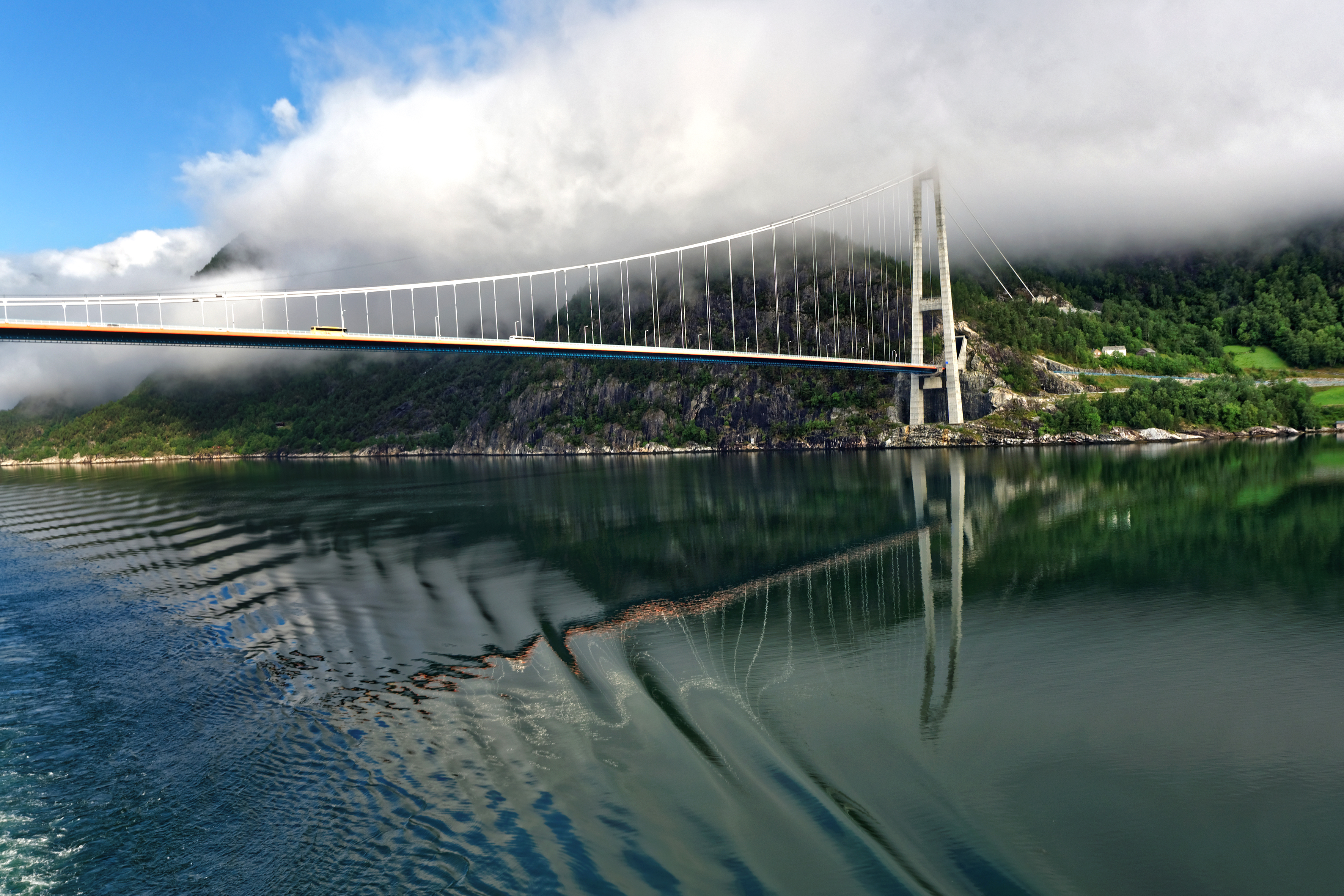
Vista de um barco